# Jaume Pujol Balcells

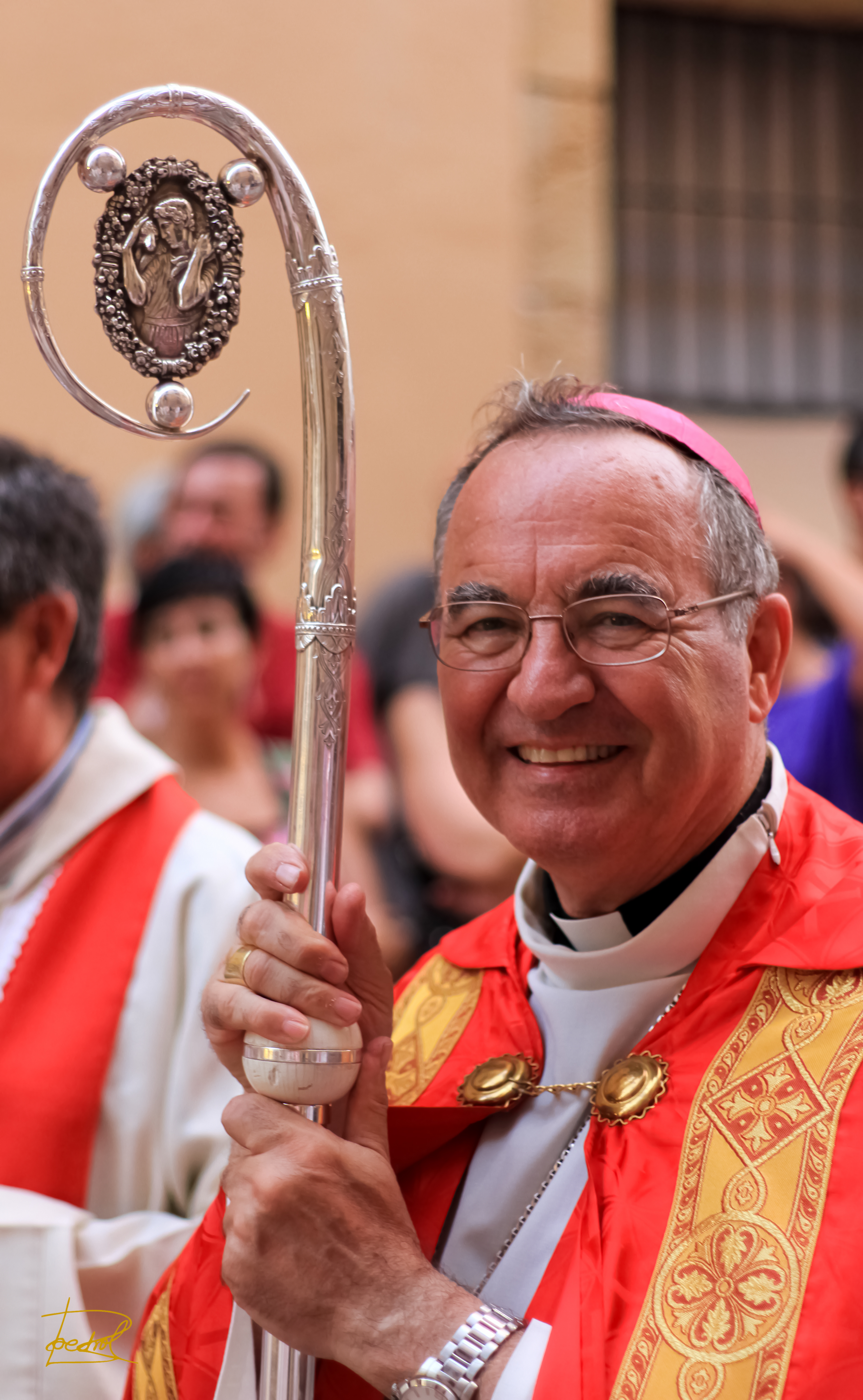
Erzbischof Jaume Pujol Balcells (2013)

Primas-Wappen von Jaume Pujol Balcells

Jaume Pujol Balcells (* 8. Februar 1944 in Guissona) ist ein spanischer Geistlicher, emeritierter römisch-katholischer Erzbischof von Tarragona und Primas von Spanien.

## Leben
Jaume Pujol Balcells trat dem Opus Dei bei und der Erzbischof von Madrid, Vicente Kardinal Enrique y Tarancón, spendete ihm am 5. August 1973 die Priesterweihe.
Papst Johannes Paul II. ernannte ihn am 15. Juni 2004 zum Erzbischof von Tarragona. Die Bischofsweihe spendete ihm der Apostolische Nuntius in Spanien und Andorra, Erzbischof Manuel Monteiro de Castro, am 19. September desselben Jahres; Mitkonsekratoren waren Lluís Martínez Sistach, Erzbischof von Barcelona, und Javier Echevarría, Prälat der Personalprälatur Opus Dei. Als Wahlspruch wählte er Quæ audisti doce.
Papst Franziskus nahm am 4. Mai 2019 seinen altersbedingten Rücktritt an.